# 環翠商場

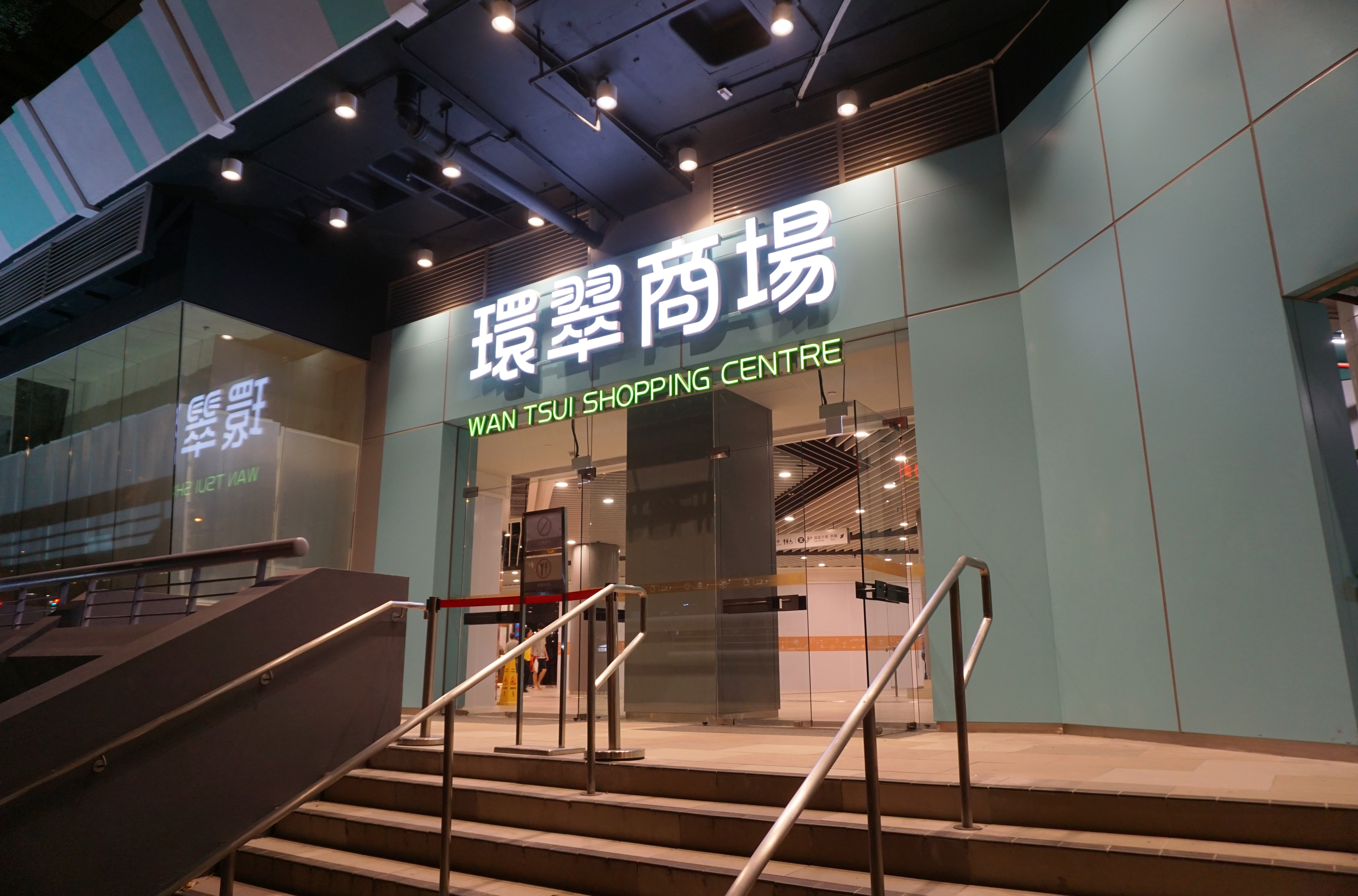
環翠商場地下入口，左旁為 G21 香港珠寶首飾專門店（尚未開幕），右旁為接駁至2樓平台及行人天橋的樓梯。
此為環翠商場的一部分，2018年4月前為環翠街市大廈。（因2011年前地下為環翠街市，因而得名，但自從鄰近的柴灣市政大廈開幕後受該街市影響而人流下降，街市最終被逼倒閉，改建為多間商店）

環翠商場（英語：Wan Tsui Shopping Centre，前稱：Wan Tsui Commercial Complex）是一座位於香港島柴灣的商場，於1979年隨環翠邨落成啟用，是柴灣區第一個大型綜合商場, 主要為區內居民服務，特別是環翠邨、柴灣邨、興華邨及漁灣邨居民為主要對象。曾為香港房屋委員會所擁有，2005年轉售給領滙 (現領展房地產投資信託基金公司)。
商場的附屬街市取名為環翠街市（英語：Wan Tsui Market），其所在的街市大樓位於商場地下，於1979年下半年啟用。在2001年12月柴灣市政大廈落成後街市開始人流大減。其後領展在2009年尾決定將此關閉，原有位置已劃分為若干鋪位。
商場曾經歷兩次翻新，第一次在1997-2001年，第二次在2017-2018年。
額外資料
- 年收益：HK$49.0M (2019年)
- 資產提升工程 (AEI)：2018年

## 商場歷史

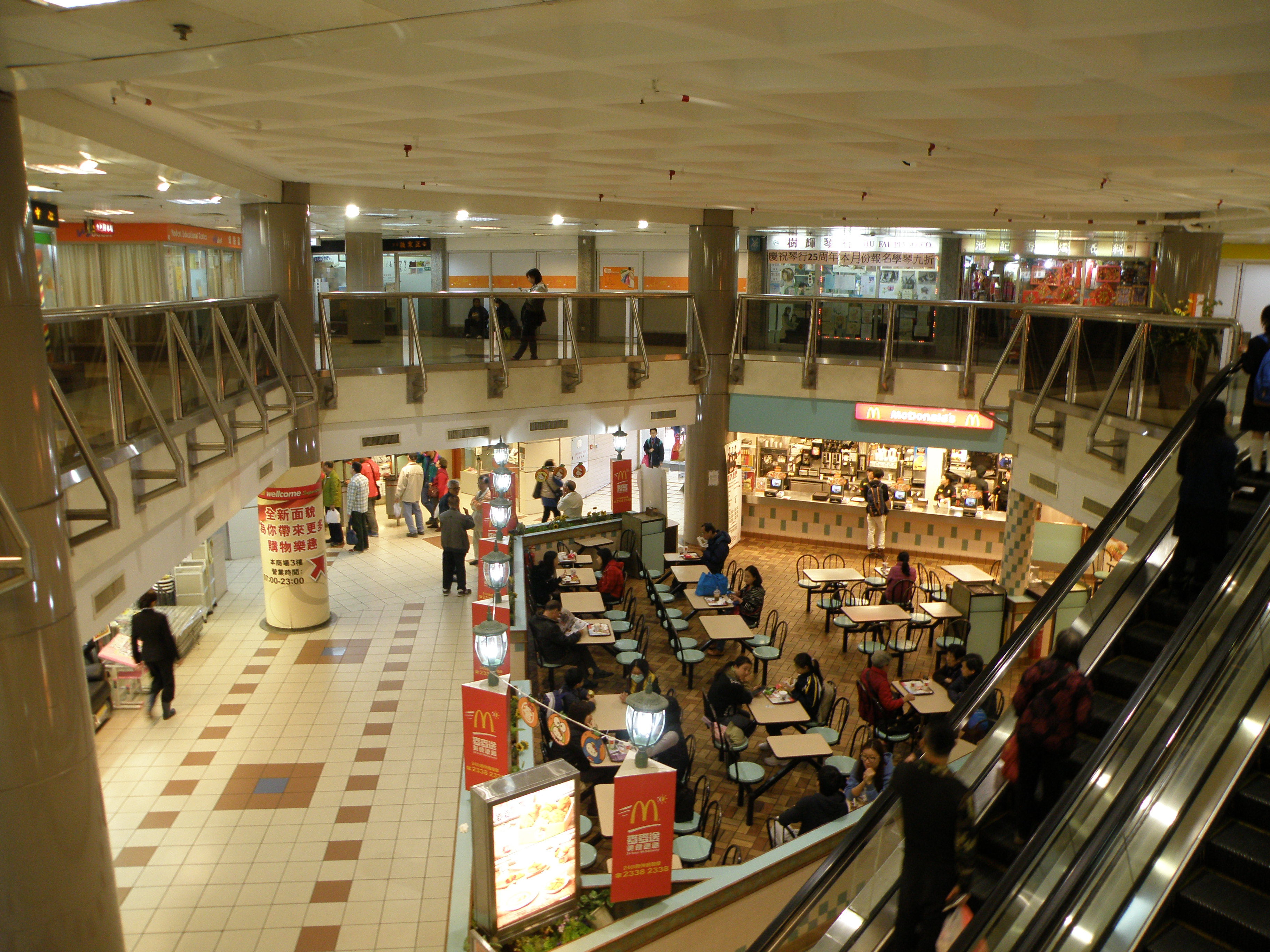
翻新前的環翠商場中庭，當中的麥當勞於1998年開業，採用開放式設計，前身是兒童機動樂園。

環翠商場，由政府於1973年（香港房屋委員會成立年）開始計劃興建，1979年落成，比1982年落成的永利中心、1987年的新翠商場及1999年落成的興華廣場更早落成，故為柴灣區首棟商場建築。初期由香港房屋委員會管理。前身是舊柴灣邨範圍內的一個公園（商場落成時只佔用公園面積的一半，而非全部範圍）。
場內設有三部升降機，位於左方的一號升降機只停靠地下、四樓、五樓及六樓天台（主力前往四、五樓，因為當時不設扶手電梯前往該處，故此只能使用升降機前往），而其餘的兩部升降機則所有樓層都停靠。據知當年的升降機門是靠人手操控，只有升降機上落才是自動控制，所以開關門掣是失效的，市民要靠自己雙手控制升降機門。
商場店鋪在1979年11月開始進行招標，在1981年10月完成所有單位的招標。早年四、五樓並沒有任何商店，所以升降機早期並不會停靠該兩層，直到房署於1980年3月大幅招租，四樓以超級市場或小型百貨公司為主，五樓則以酒樓為主。
最終四樓空間不足而放棄興建小型百貨公司（一般百貨公司都最少佔用兩層或第一層全層加上第二層最少半層才足夠），只能興建一間範圍稍大的超級市場（當時只有一間大型超級市場空間，直到1982年1月24日太古城中心落成後才出現第二間大型超級市場（地下百佳超級市場），而五樓則按照原定計劃興建酒樓。
四樓（現在的三樓）1980年初曾為大型散貨場(給小型攤販租用售賣雜貨), 及後於1981年底由德利棧集團租用為超級市場（德利棧超級市場，於1985年結業） , 1985年由「KK」租用 (Kitty & Kettie Supermarket)，1996年因廣南集團收購改名為廣南KK超級市場，2001年6月20日（星期三）結業（因應廣南集團於6月19日（星期二）晚上宣布終止合作而翌日全線結業，詳見廣南KK超級市場突發結業事件）。之後由惠康超級市場 租用直到現在。五樓（現在的四樓）則為酒樓，有三代，第一代叫「金船酒家」，標誌是一隻金色的小船，1980-1985年；第二代叫「桃源軒」，1985-1988年；第三代則叫「海霸漁港」，1988-1998年，1998年後翻新並於2001年重新改建成滙豐護老院，直到現在。
地下至三樓設有多間商店和食肆，如地下的泳翠報社、連記錶行、豪健運動用品店等，二樓的錢德光醫務所、大家樂、雅力文具等，以及三樓的三記大排擋、新翠園（小食店及茶餐廳）等。這些都是懷舊店舖，但第二次翻新前部分商店仍存在，但可能已搬至另一位置。（如連記表行、大家樂等）
地下擁有大量店舖，其中中庭設有一個機動樂園，政府交託房署管理，環翠商場開幕時已存在。1997年下半年結業拆卸，1998年改建為柴灣區首間麥當勞分店。（當時興華廣場還沒有落成，早年最近要到太古城中心東翼5-6樓分店，1989年起可往較近的杏花新城地下G60號舖分店，1996年起可住較近的富怡花園的地下分店）
而商店則主要聚集於機動樂園旁，中間設有樓梯來回地下及二樓，樓梯之下（地下）有G9豪健運動用品店、G11-G12連記錶行、G3泳翠書報社、G1晨光照相館、G2新麗乾洗、G13滙豐銀行、G5合利文具及G6一間電器店（名稱不詳）等，其中泳翠書報社曾在1985年開幕時，請來當時著名女星翁美玲來剪綵。商場內經營最久的店鋪是新麗乾洗(1980-2017, 2018至今), 該店鋪曾於2017年因商場翻新短暫搬往宏德居B商場營業, 及後於2018年重返環翠商場營業至今.（註：以上部分店鋪編號從「連記錶行」Facebook 網站而判斷得出，部分編號不能作實）

## 設計
環翠商場採用當時流行的未來感大空科幻式設計，耗支一千四百萬港元。場內指示牌早年為現代主義式設計。1997年至2000年，第一次翻新後，於2樓近環翠邨入口附近和地下行人通道一帶的原有指示牌得以保留，直到2017年至2018年的大翻新才完全被領展標準指示牌取代。
商場原有裝修在上述大翻新期間被改成與其他領展商場一致的風格。

## 商場翻新

### 第二次
翻新期間

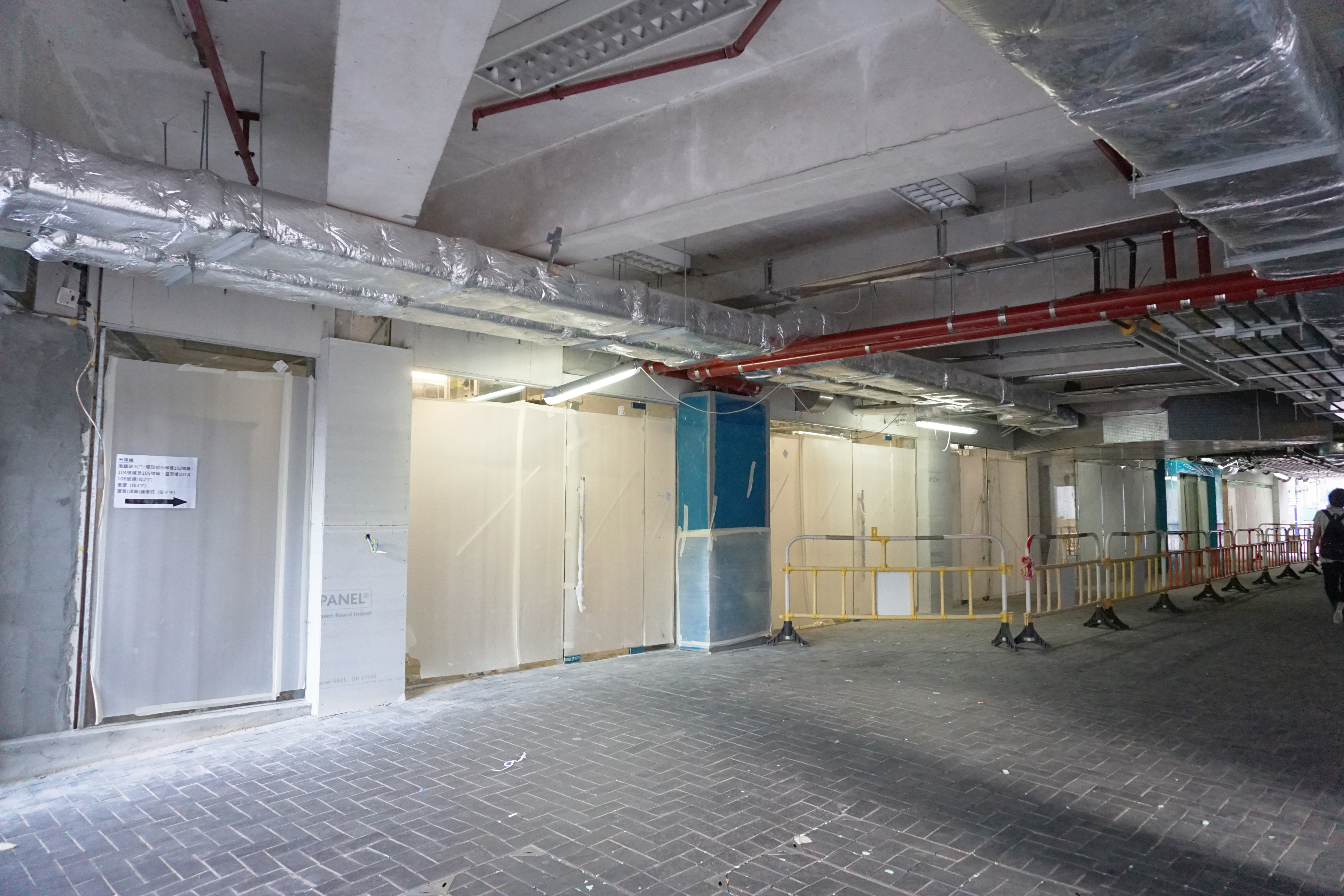
2018年5月初正在翻新中的環翠商場（已完成超過八成），攝於地下行人通道（現在的「食街 Foodie Hub」）

2016年下半年至2017年上半年，因應領展公司的資產提升工程 (AEI), 商場即將進行大翻新，商場營業多年的街坊小店都被逼先後搬遷或結業。
翻新於2017年下半年開始，商場陸續開始分批翻新，地下中庭及7、8號扶手電梯率先於2017年7月5日（星期三）關閉，同時關閉通往日本城附近及連接中庭的通道，而環翠街市大廈地下、1樓其餘未封閉的地方及3-6號扶手電梯則於同年9月15日（星期五）關閉（即同年9月14日（星期四）午夜12時後停用扶手電梯），同日稍後封閉，市民需使用升降機來回地下及2樓（1樓及5樓天台亦暫不停靠，即1號升降機改為與2號升降機的停靠樓層完全相同）。隨後陸續把3-6號扶手電梯拆除移位重建，而7、8號扶手電梯則繼續保留（市民現在乘搭時便知扶手電梯與翻新前完全相同）。
工程期間，除 201 救世軍柴灣青少年綜合服務中心、301 惠康超級市場及 401 滙豐護老院外，其他商店均全部結業或遷離環翠商場。
1號升降機亦會因工程影響而間歇性暫停服務，市民於該段時間只能使用2號升降機上落。（因此間中2號升降機的客量會稍為增加）
2018年3月5日（星期一）至4月15日（星期日），因應由2樓通往3樓惠康超市的1、2號扶手電梯之間的樓梯級改建，來回2樓及3樓惠康超市之間的扶手電梯暫停使用（但不會重建扶手電梯），同年4月16日（星期一）恢復正常運作。
完成後

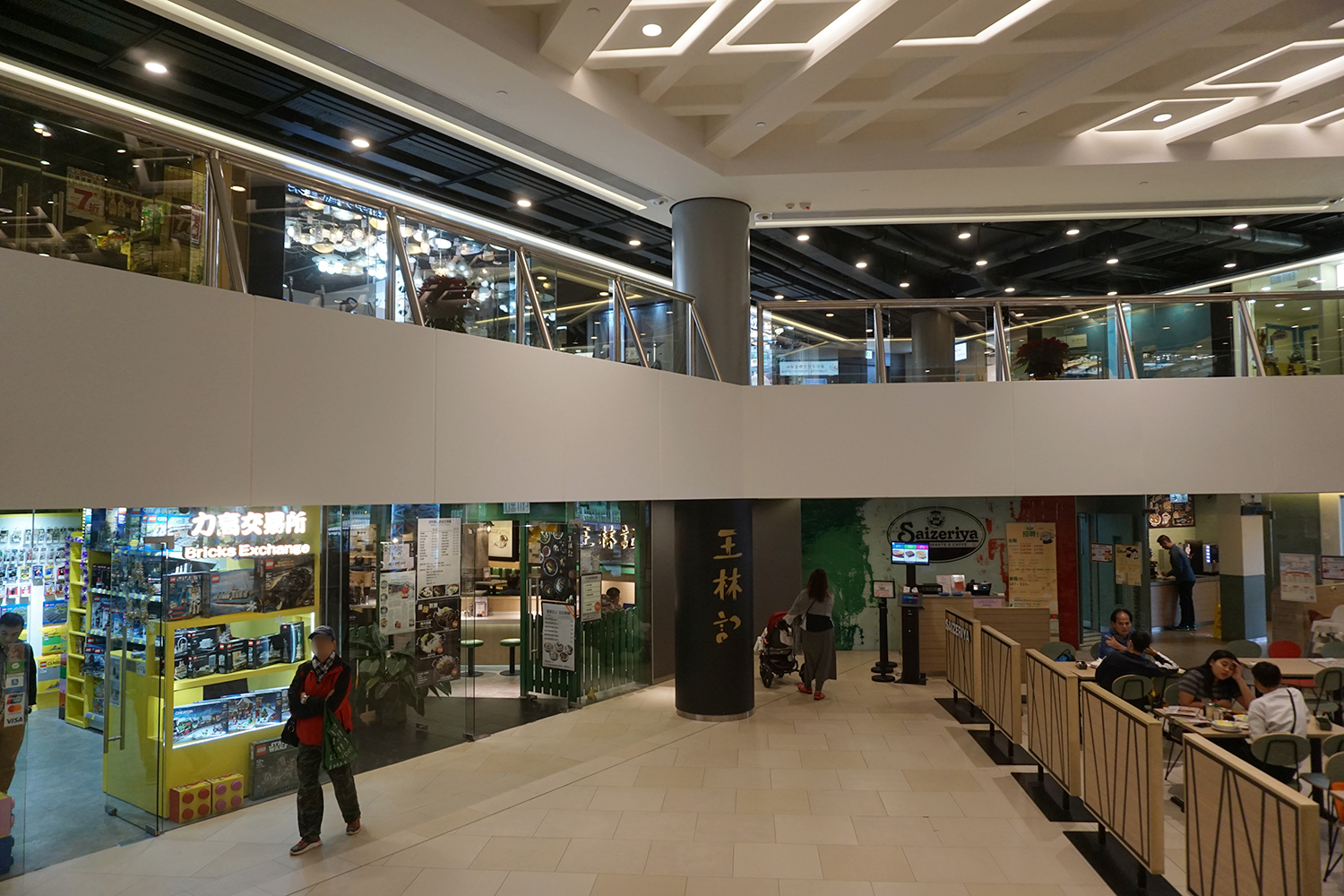
環翠商場地下商場中庭，可看見位於上面的一樓。
左方：力高交易所（即樂高積木店）、筲箕灣王林記潮州魚蛋粉麵（註：餐廳對出的柱上的「王林記」的「記」在開業不久後顏色脫落了少許）
右方：薩莉亞意式餐廳
左上方：759阿信屋、樂聲電器及爐具、通往環翠邨停車場通道
右上方：學林式博文教育中心、御學軒、DC Fashion、Parkland Music

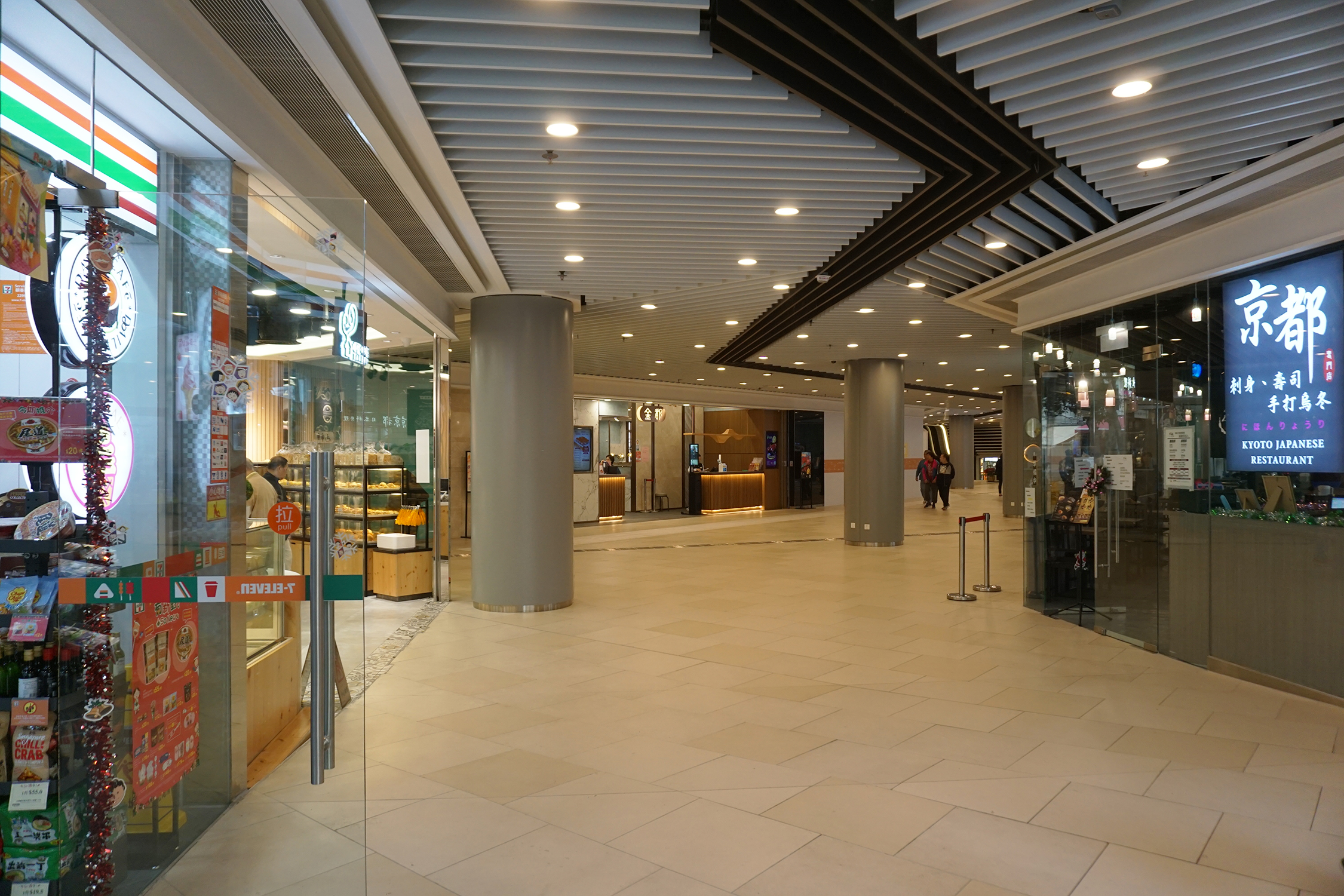
環翠商場地下原環翠街市大廈部分。左方：7-11便利店、暖屋·烘焙、通往貴翠樓及舊衣回收箱通道
前方：金都海鮮酒家
右方：京都日本料理

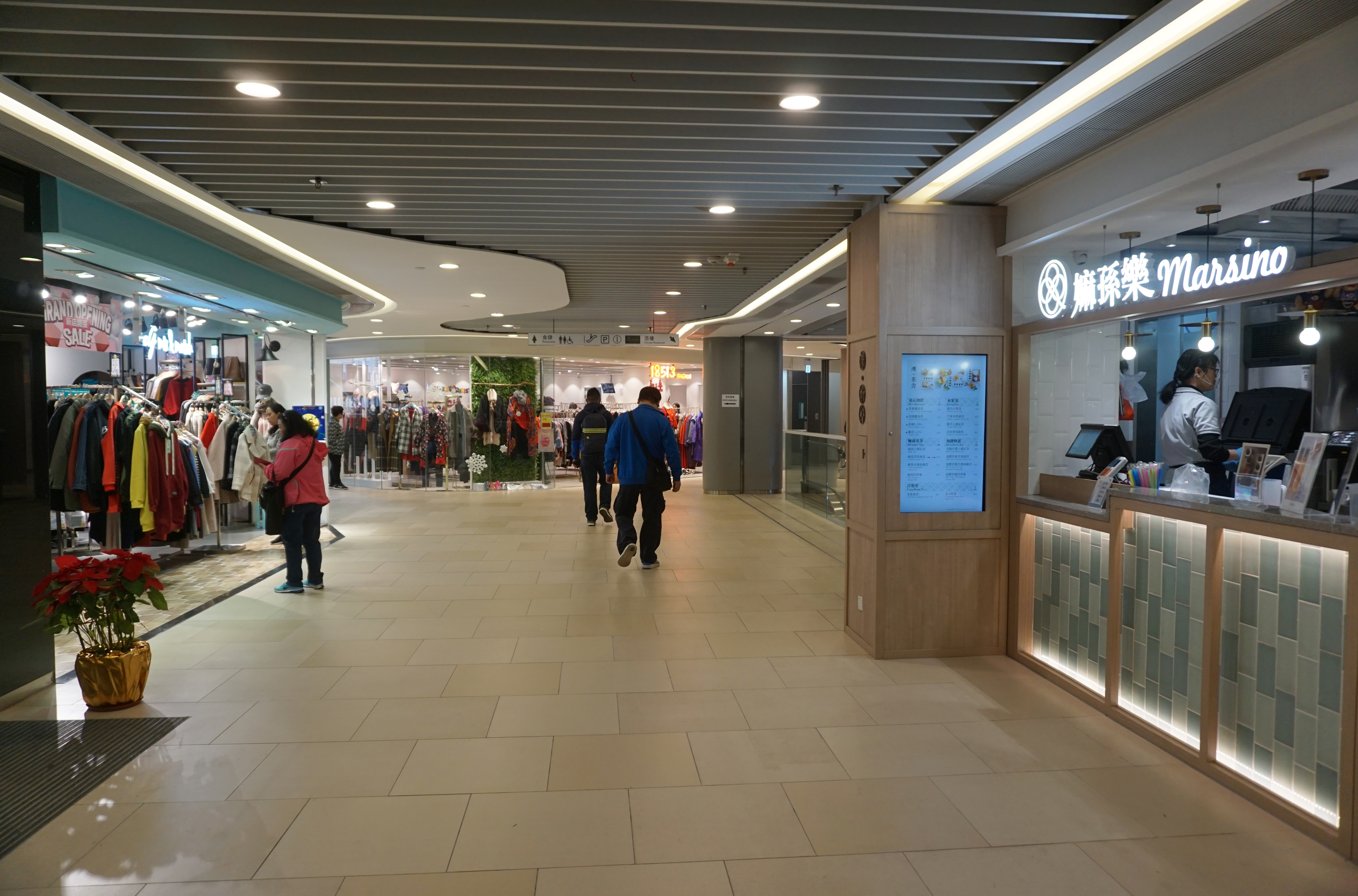
環翠商場2樓時裝及飲品店，從迴旋處行人天橋通道出入口向內部攝影。
左方：e.g. fashion、惠康超級市場扶手電梯通道
前方：18513 Fashion
右方：往1樓扶手電梯、嫲孫樂

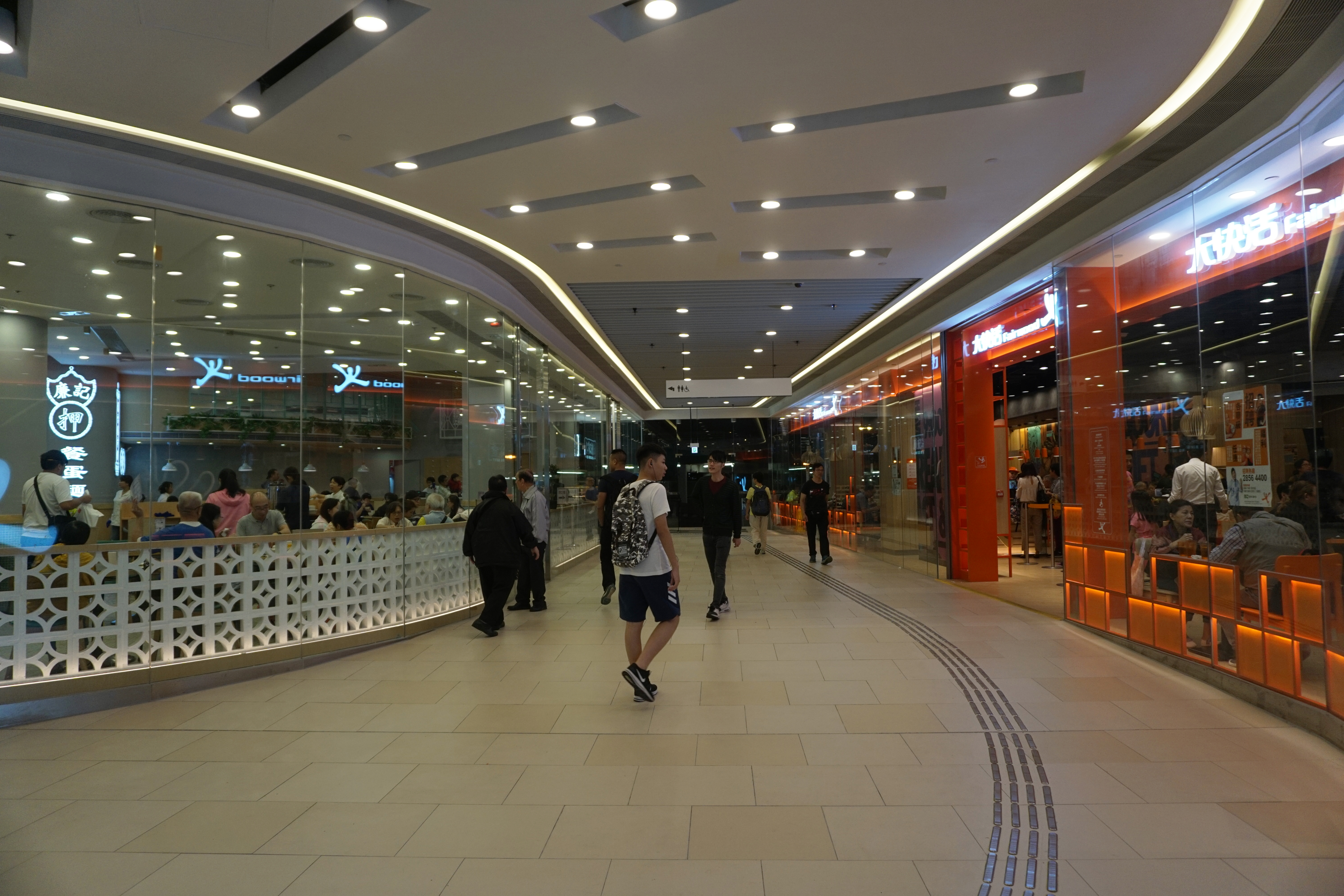
環翠商場2樓往環翠邨平台出入口方向。
（註：外面黑暗是因為正值晚間）
左方：通往其他商店及港鐵柴灣站之行人通道（攝影位置之正左方）、廉記冰室
右方：大快活。

2018年7月，商場翻新完成後以飲食及商店為主，食肆集中於地下的「食街 Foodie Hub」、地下商場部分及2樓。
第一間開幕的商店——學林式博文教育中心已率先在2018年6月27日（星期三）開幕，也是唯一一間在2018年6月份開幕的環翠商場新店舖。而下圖為1樓商店層的全景圖。（因攝影位置問題而未能影到往2樓扶手電梯附近一帶，即福港中西大藥行附近）
值得一提：環翠街市大廈已於2018年4月下旬正式納入環翠商場一部分。（外面的巴士站名稱亦由「環翠街市」改為「環翠商場」，不過是在5個月後即2018年9月才正式改名）

## 商店
翻新前（2017年）
地下（早期曾以此層當作一樓，但仍稱呼地下）：
商場部分：
1. G1 安記果汁店
2. G2 雅蕾花舍（前身為阿波羅，於2005年商場被領展接管後結業）
3. G3 --（空置）(前身為得寶士多)
4. G4 --（倉舖）（曾由「芝趣雞」及大班麵包西餅租用）
5. G5 麥當勞（柴灣區首間麥當勞分店，1998年開業，其前身為兒童機動樂園（1997年2月結業拆卸）；配合領展翻新商場，經營19年後2017年6月20日（星期二）晚上10時結業）
6. G6 環翠水電工程配匙 (2017年6月搬往樂軒臺地舖)
7. G7 泳翠報紙攤擋
8. G8 德成堂中西藥行
9. G9 興華商場民華餐廳倉舖
10. G10 華興傢俬
11. G11 --（空置）(前身為創興銀行（2016年結業）

街市大廈：
1. 富港海鮮酒家（街市重建後早期為福囍海鮮酒家，之後亦曾為怡軒酒家宴會廳）
2. 福豆餐廳
3. 福林美食屋
4. 福崎麵包屋
5. 7-11便利店（配合領展翻新商場，2017年6月18日（星期日）晚上10時結業）
6. --（一直長期空置，舖位於7-11便利店旁）
7. 救世軍柴灣青少年綜合服務中心

一樓（早年稱二樓）：
1. F1 西醫談秉正
2. F2-F3 --（前身為慧妍髮型屋, 2016年結業）
3. F4 樹輝琴行 (2017年9月搬往環翠邨盛翠樓地鋪,後於2021年結業)
4. F5 --（空置）(前身為池記香燭紙店)
5. F6 --（空置，但曾作為華興傢俬創庫）
6. F7 --（空置）
7. F8—麥當勞倉舖
8. F9—麥當勞倉舖
9. F10 --（空置）
10. F11—環翠牙醫診所 - 牙醫李達偉 (2017年9月搬往環翠邨怡翠樓地舖)
11. F12 華興傢俬（雖在地下舖位之上，但兩者之間不設連接通道，須經過商場來回）
12. F13 上海文華男女美髮中心 (後轉型為單剪店及搬往城市花園地舖及寶林慧安園商場)
13. F14 --（空置）（前身為卓謙教育中心）
14. F15 楨麗化粧美容精品店
15. F16 樂聲爐具電器優惠中心
16. F17 駿益兒童發展JX Children Development（2017年9月搬往環翠邨盛翠樓地鋪，後於2021年結業）
17. F18 3 Day Computer Co（2017年6月搬往宏德居B商場地下）
18. F19 新麗乾洗（洗衣店）
19. F20 日本城（配合領展翻新商場，2017年6月19日晚上9時30分結業，與樓上大家樂同一時間結業）

註：此層曾是店舖數量最多的樓層，共有17個舖位，比地下的16個還要多，不過現在則是地下擁有18個舖位，成為現在店舖數量最多的樓層，詳見以下部分。
二樓（早年稱三樓）：
商場部分：
1. S1 明視眼鏡
2. S2 佳樂美
3. S3-S4 --（空置）（前身新翠園小食（已於2016年4月15日（星期五）晚上10時結業，結業原因純粹領展加租而與翻新商場無關）
4. S5 國記家庭用品
5. S6A-S6B（S6） 連記錶行（2017年3月27日（星期一）搬往永利中心新分店，而本店則於2017年6月30日（星期五）晚上10時配合領展即將翻新商場而結業, 後於2019年搬往宏德居B商場地下）
6. S7A及S14 新翠園茶餐廳（配合領展翻新商場，2017年6月15日（星期四）晚上10時結業）
7. S8 大家樂（配合領展翻新商場，2017年6月19日（星期一）晚上9時30分結業，與樓下日本城共享同一時間結業）
8. S9 髮怡髮廊 Salon （2017年搬往樂軒臺地舖）
9. S10 溫馨家居用品店
10. S11 順成電器（電業行）
11. S12-S13 大昌食品專門店（2003年7月開業，配合領展翻新商場，2017年6月18日（星期日）晚上9時結業）

三樓（早年稱四樓）：
1. 301 惠康超級市場（翻新期間繼續營業）

四樓（早年稱五樓）：
1. 401 滙豐護老院（翻新期間繼續營業）

設有五樓（早年稱六樓）平台；另外，環翠街市大廈地庫設有停車場。

### 環翠商場於第二次翻新後商店以飲食、小型商店為主
地下：
1. G01 薩利亞意式餐廳 Saizeriya（2018年9月13日（星期四）開幕）
2. G02 筲箕灣王林記（繼筲箕灣東大街總店後第一間分店，但兩者只相隔兩個港鐵站距離；2018年9月17日（星期一）至23日（星期日）試業，同年9月24日（星期一，中秋節）開幕）
3. G03-G04 YATTA 玩具扭蛋機店 (G04 前身力高交易所 （即樂高積木店）於2022年結業)
4. G05 包點先生（與燒賣王子共用店舖空間；2018年9月28日（星期五）上午9時開幕） & 燒賣王子（與包點先生共用店舖空間；2018年10月20日（星期六）上午9時開幕）
5. G06 食得棧車仔麵（最後一間開業的食肆，2019年8月26日（星期一）上午11時開幕）
6. G07-G08 手作功夫茶- Kung Fu Tea Hong Kong (2021年開業), 前身豆品先生品牌：前身"珍香園"（2018年10月11日（星期四）上午9時開幕, 於2021年租約期滿結業）
7. G09 (空置) (前身"裕民涼茶", 商場翻新後首間食肆，2018年8月23日（星期四）開幕, 2024年7月8日租約期滿結業)
8. G10 PIZZA HUT (2021年開業) (前身為皇后餃子, 2018年開業, 2021年結業)
9. G11 Hairoom（2020年1月3日（星期五）開業）
10. G12 金都海鮮酒家（2018年10月28日（星期日）開幕）
11. G14-G15 美亞公司（MEYER 精品·文具·玩具）
12. G16 Contex 家居床褥用品專門店
13. G17 暖屋·烘焙（2018年10月20日（星期六）試業，同年11月2日（星期五）暫停營業，同年11月3日（星期六）開幕）
14. G18 7-11便利店（柴灣區繼宏德居分店後第二間擁有雪糕機的7-11便利店，2018年9月24日（星期一，中秋節）開幕）
15. G19-G20 湘湘 (前身"京都手打壽司專門店"-2018年10月28日（星期日）開幕 2025年結業）
16. G21 香港珠寶首飾專門店
17. 換幣龍硬幣兌換機 (近Foodie Hub入口)
18. 環保署塑膠樽回收入樽機 (近商場主座地下入口)

一樓：
1. 101 學林式博文教育中心（環翠商場翻新後首間新開店舖，於2018年6月27日（星期三）開幕。但開幕首一星期扶手電梯尚未啟用，故須乘搭升降機前往，直到Parkland開幕後才正式開放使用一樓與二樓之間的扶手電梯）
2. 102-103 璿菁
3. 104-105 崔藹璇芭蕾舞學校
4. 106 柏茵音樂院 Parkland Music（第二間啟用店舖，2018年7月3日（星期二）開幕）
5. 107 --（空置）(前身為JX教育中心及韓大哥韓式食品)
6. 108 Dry Cut Hair & Nail
7. 109 Faith Medical Centre 西醫董小英
8. 110 正心堂中西藥行
9. 111 759阿信屋 (2018年開業)
10. 112 樂聲電器 (2018年開業)
11. 113 樂聲電器爐具（不過樂聲兩號碼舖位（112及113）因受通往環翠邨停車場CP1樓層的下層行人天橋入口而分開兩邊不連接）
12. 114-115 日本城（第三間啟用店舖，2018年7月9日（星期一）開幕）
13. 116 Watches Watch
14. 117-118 福港中西大藥行（2018年8月29日（星期三）開幕）
15. 119 新麗乾洗 (2018年開業)
16. 順豐自助櫃
17. 智郵站 (近樂聲電器)

二樓：
1. 201 救世軍柴灣青少年綜合服務中心
2. 202 金潮興粉麵（前身為嫲孫樂，2018年11月13日（星期二）試業，同年12月中正式開幕，2024年8月尾結業）
3. 203 S·Mart Food
4. 204 大快活（2018年8月30日（星期四）上午7時開幕）
5. 205 荷里活冰室 （前身為 廉記冰室，2018年9月15日（星期六）試業，同年10月11日（星期四）開幕, 2024年8月26日租約期滿結業）
6. 206 食家優惠店
7. 207-208 MAPLE (服裝店)
8. 209 eg Mix & Match (服裝店)
9. 順豐自助櫃 (位於商場外,救世軍對面, 24小時服務)

三樓：
1. 301 惠康超級市場

四樓：
1. 401 滙豐護老院

五樓平台及地庫停車場仍存在。另環翠街市大廈已於2018年5月正式劃分為環翠商場一部分，內設 G11-G21（不含G13）及 201（救世軍柴灣青少年綜合服務中心）舖位。
註1：「--」表示暫時未有任何租戶或尚未知道該租戶。
註2：不設 G13 舖位。

### 「食街 Foodie Hub」

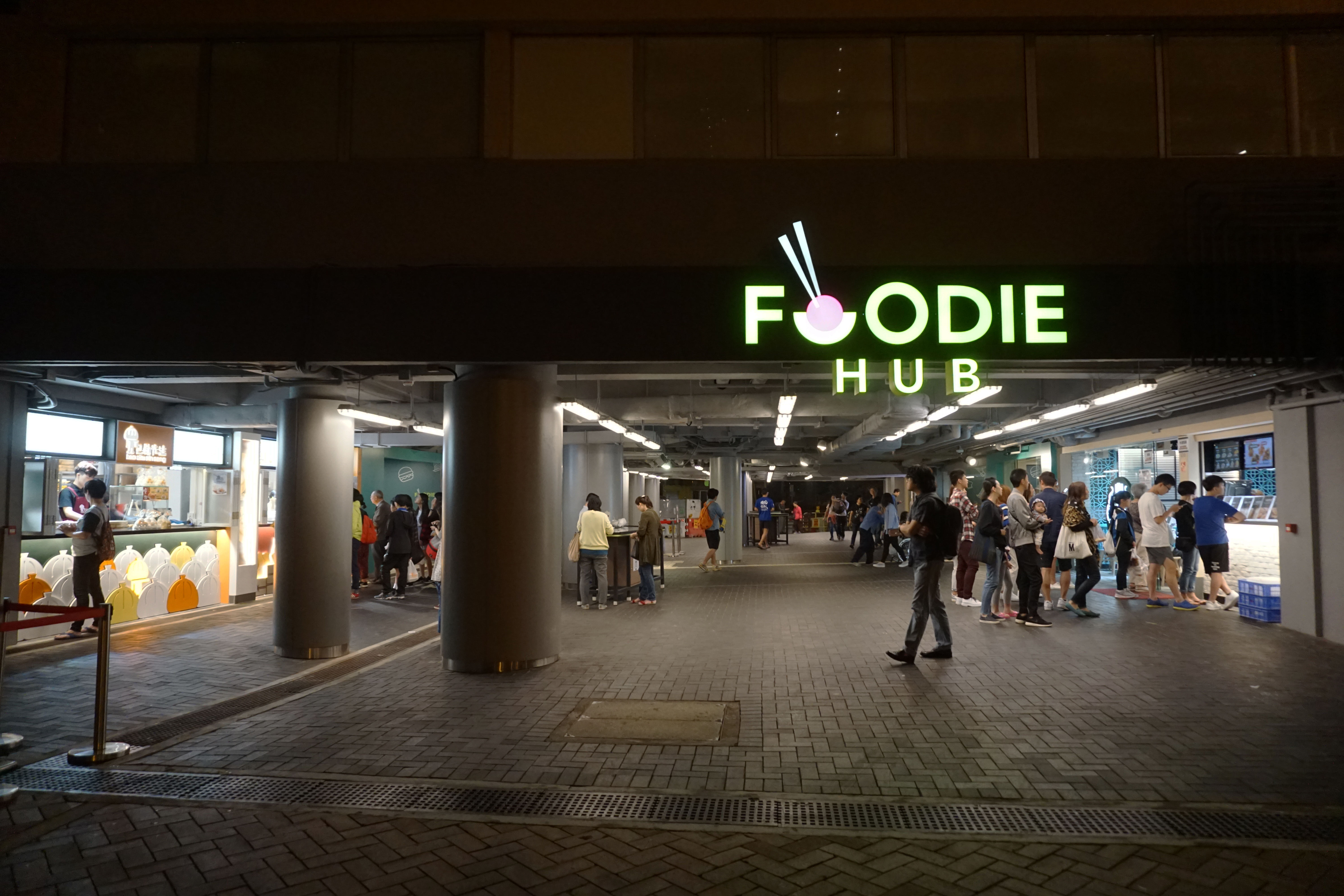
環翠商場地下「食街 Foodie Hub」，左邊為 G05 包點先生 & 燒賣王子（空間共構）及 G06 食得棧車仔麵（當時尚未開業）（在攝影位置的正左方），右邊為 G07-G08 珍香園（最遠）、G09 裕民涼茶及 G10 皇后餃子（最近）。另通道中間設有4張餐桌。（但不設餐椅）

位於商場地下的「食街 Foodie Hub」，早年原本是一條由柴灣道迴旋處/環翠道直接前往環翠邨邨內（華廈街）之行車道(80代末期至90年代初期), 之後改建成行人通道。2018年翻新完成後, 通道中間設置4張餐桌供市民站著享受美食。並附有USB充電插座供食客使用. 從 G05 到 G10 間一共6間食肆，合共6個舖位（包點先生及燒賣王子兩者歸於同一舖位，G05；珍香園佔用了兩個舖位，G07-G08）均在「食街 Foodie Hub」裏。
商場地下及二樓等4個地方（地下：7-11便利店外牆壁、新環翠商場部分（原環翠街市大廈）通往「食街 Foodie Hub」門口內旁牆壁上；二樓：通往新翠商場行人天橋入口對面牆壁、通往一樓扶手電梯旁牆壁）貼上有關商場各間食肆位置，並在左上角設有「Foodie Hub」（「食街」英文）字樣。（值得一提，「食街 Foodie Hub」貼紙上的「包點先生及燒賣王子 Bao Dim Sin Seng & Prince Siu Mai」簡化為只有「包點先生 Bao Dim Sin Seng」）
另外食街內亦設置了一台環保署的塑膠飲料容器入樽機

## 行人穿越處
環翠商場1樓及2樓分別設有上下層行人天橋（但兩者並不對稱）跨越環翠邨停車場CP2樓層入口分別直接前往環翠邨停車場CP1樓層及1樓平台。另一邊在2樓環翠街市大廈平台環翠商場旁設有行人天橋橫跨柴灣道迴旋處，可前往永利中心（可直達宏德居、漁灣邨）、青年廣場及新翠商場（新翠花園商場；穿過商場可抵達港鐵柴灣站）。

## 升降機及扶手電梯服務
升降機牌子為乘賓及美善高（通力），扶手電梯牌子為迅達集團及富士達。

## 鄰近建築物
- 環翠邨
- 柴灣市政大廈
- 永利中心（經柴灣道迴旋處行人天橋）
- 宏德居
- 樂軒臺
- 漁灣邨
- 新翠花園（設有新翠商場）（經迴旋處行人天橋）
- 柴灣站（經迴旋處行人天橋及新翠商場）
- 柴灣工廠邨大廈（經迴旋處行人天橋及新翠商場）
- 青年廣場（經迴旋處行人天橋）
- 柴灣戲院大廈
- 興華邨、興華廣場
- 柴灣歌連臣角墳場